# Твоје име
Твоје име (јап. 君の名は。, енгл. Your Name.) је јапански анимирани љубавни драмски филм из 2016. године који је написао и режирао Макото Шинкаи, а продуцирао КоМикс Вејв Филмс. Продуценти филма су Норитака Кавагучи и Генки Кавамура, а музику је компоновао Редвимпс. Радња филма Твоје име говори о једном средњошколцу из Токија и средњошколки из сеоског градића који изненада и необјашњиво замењују тела. Гласове ликовима су позајмили Рјуноске Камики, Моне Камишираиши, Масами Нагасава и Ецуко Ичикава. Истоимени роман написан од стране Шинкаија објављен је месец дана пре премијере филма.
Твоје име је дистрибуирао студио Тохо. Филм је премијерно приказан на конвенцији Аниме Експо 2016 у Лос Анђелесу у Калифорнији 3. јула 2016, а у Јапану 26. августа 2016. Похваљен је због своје анимације, сложене приче, музике и емоционалне тежине. Филм је такође остварио велики комерцијални успех, са укупном бруто зарадом од 361 милион долара, и на тај начин постао најплаћенији јапански анимирани филм, све док га кинеско издање Зачараног града није престигло 2019. године.

## Радња
Школарка Мицуха Мијамизу живи у измишљеном граду Итомори у јапанској планинској регији Хида. Сеоски живот јој је досадан и у наредном животу жели да постане згодан момак. Она почиње повремено да мења тела са Такијем Тачибаном, средњошколцем из Токија, што се дешава када се ујутру пробуде. Они комуницирају преко порука написаних на папиру, телефон и понекад усмено. Приликом замена тела, Мицуха је проузроковала да Таки оствари везу са својом вршњакињом Мики, док је Таки проузроковао да Мицуха постане популарана у школи.
Једног дана, Таки, у телу Мицухе, прати своју баку и сестру како би оставили ритуално алкохолно пиће кучикамизаке, направљено од стране Мицухе, као даћу за храм који се налази на врху брда изван града. Веровало се да храм представља тело божанског заштитника села који влада сећањима и повезаностима људи. Мицухина нова порука Такију га обавештава да се очекује да ће комета проћи поред Земље на дан фестивала у њеном малом граду. 
Следећег дана, Таки се буди у свом телу. Након безуспешног састанка са Мики, покушава да ступи у контакт с Мицухом, али не може да је досегне и тада се замењивање тела прекида. Одлучан је да посети Итомори, али се не сећа имена града и његова сећања на њега бледе, док су Мицухине поруке нестале. Власник ресторана у Хиди је успео да препозна Итомори из Такијеве скице града и говори му како је комета прошла и случајно се раздвојила на два дела. Већи део је наставио да пада поред Земље, док је мањи део ударио о Земљу и уништио градић. Таки проналази Мицухино име у документима о погинулим и схвата, према датуму из докумената, да се његово и њено време мимоилазе три године.
Таки одлази у светилиште како би пио из Мицухине боце, надајући се да ће поново заменити тела и тако упозорити народ на идар комете. Кроз визију, Таки открива да је Мицуха, заљубивши се у њега, срела њега из прошлости док је покушавала да га нађе. Он се буди у њеном телу уочи фестивала њеног града. Мицухина бака је схватила шта се дешава и објашњава му да је промена тела део историје Мијамизу породице, која је у улозу чувара светилишта. Таки убеђује Мицухине пријатеље, Теси и Сакују, да му помогну око евакуисања града, и то тако што ће пресећи стријно напајање града и емитовати лажно упозорење преко телевизије, али план не успева. Схвата да је Мицуха сигурно у његовом телу у светилишту и враћа се како би је пронашао. 
Мицуха се буди у Такијевом телу у храму. Док се Таки враћао према храму, како се смркавало, осећали су присуство једно другог, али су били у раздору од три године. Међутим, у сумрак, вратили су се у своја тела и тако се срели. Покушавају да напишу своја имена једно другом на руци, али пошто је сумрак прошао, Мицуха не стиже да запише своје и нестаје.  
Док Мицуха трчи натраг до свог оца како би га убедила да евакуишу град, њена сећања на Такија почињу да бледе и схата да је Таки на њеној руци, уместо имена, написао "волим те". Део комете удара у Земљу и уништава град. Таки се буди у свом времену у храму, ничега се несећајући.  
Пет година касније, Таки дипломира на универзитету и покушава да нађе посао. Осећа како му недостаје нешто битно и схвата да су људи преживели тако што су слушали наређења градоначелника. Једног дана, Таки и Мицуха су се угледали док су им се возови паралелно мимоилазили и принуђени су да се искрцају и приближе једно другом, коначно се сретнувши на степеништу. Испрва се непријатно полако удаљавају једно од другог, док Таки није упитао Мицуху да ли су се срели у прошлости, где она одговара да јој се чини да јесу: њихова повезаност се поновно успоставља и, кроз сузе радоснице, истовремено питају једно друго како се зову.  

## Продукција
Према предлогу који је Макото Шинкаи послао Тохо продукцијској кући 14. септембра 2014, филм је првобитно требало да се зове Јуме то Ширасеба (夢と知りせば, Да сам знао да је сан),  извучено из пасуса једне ваке, "јапанске поеме", која се приписује Оно но Комаћи. Филм мења назив у Кими но Мусибиме (きみの結びめ, Твоја веза), а потом у Кими ва Коно Секаи но Ханбун ((きみはこの世界のはんぶん, Ти си половина овог света) и на крају у Кими но На ва (君の名は。, Твоје име).
Инспирација за причу настала је из дела У Мари Шузо Ошимија, Ранма ½, романа из Хеиан периода Торикаебаја Моногатари и из кратке приче Грега Егана Сеф Кутија.
Шинкаи је такође навео Интерстелар (2014) Кристофера Нолана као инспирацију.
Иако је град Итомори, један од сетова филма, измишљен, филм је црпео инспирацију из локација из стварног живота које су представљале позадину града. Локације укључују град Хиду у префектури Гифу и њену библиотеку, Градску библиотеку Хида.
Пројектовање Твог Имена извршено је у Тоон Боом Сторибоард Про софтверу за пред продукцију и видео монтажу.

## Дистибуција
Филм је премијерно приказан на конвенцији Аниме Екпо у Лос Анђелесу, Калифорнија, 3. јула 2016, а касније је објављен у Јапану 26. августа 2016. године. Очекивано је да филм буде приказивам у 92 земље.